# San Giovanni in Persiceto

San Giovanni in Persiceto est une ville italienne de la ville métropolitaine de Bologne dans la région Émilie-Romagne.

## Géographie
San Giovanni in Persiceto se situe au milieu de la plaine du Pô dans la zone humide de l’ancienne valle Padusa, entre les fleuves Panaro à l'est, Reno à l'ouest et quelques affluents et torrents qui fertilisent ces terres quadrillées par la centuriation romaine. L'altitude varie de 16 à 43 mètres, avec 21 m devant la mairie.
La cité se trouve au carrefour de plusieurs routes : la SP568 qui descend de Camposanto (MO, 17 km) et Crevalcore (9 km) pour finir à Bologne (21 km) ; la SP255 qui descend de Cento (FE, 13 km), bifurque à l’Est dans la cité pour rejoindre Nonantola (MO, 13 km) et Modène (24 km) ; la SP6 qui mène au Sud à Castelfranco Emilia (MO, 12 km) sur la via Emilia.
La commune est également traversée et desservie par la ligne de chemin de fer Bologne-Vérone-Le Brenner.
Grandes villes voisines :
- Bologne 21 km ;
- Modène 24 km ;
- Milan 182 km ;
- Florence 97 km.

## Histoire

### Préhistoire et Moyen Âge
Des trouvailles archéologiques témoignent d’une présence humaine déjà à l’âge du bronze et l’âge du fer. La présence romaine, comme dans toute la plaine du Pô, est attestée par la centuriation dans la partie sud du territoire.
Les invasions barbares du milieu du VIe siècle, provoquèrent l’abandon des terres et le non-entretien des canaux d’assainissement romains ; ce qui, à la suite des nombreuses crues des fleuves, rendirent de nouveau marécageuse toute la zone. Ce n’est qu’avec l’exarchat de Ravenne que reprirent les travaux d’assainissement.
À l’époque byzantine, une ligne défensive traversait le territoire en opposition aux Lombards, lesquels sous Liutprand, aux environs de 727, enfoncèrent cette ligne et occupèrent entre autres, le castrum Persiceta. Cette action des Lombards donna naissance, en 728, au duché de Persiceto qui comprenait les deux pagus (pays) de Monteveglio au Sud de la via Emilia et de Persiceto au Nord.
En 774, à la chute du royaume lombard, le district de Persiceto appartient au contado de Modène qui s’étend jusqu'au fleuve Samoggia ; sous la suprématie de l’abbaye de Nonantola.

### Renaissance
Après une brève période d’autonomie (du XIe au XIIe siècle), la commune de S. Giovanni in Persiceto passa sous la domination politique de Bologne, en subit les vicissitudes  et fut assujetti à la seigneurie des Pepoli, des Visconti, des Bentivoglio.
Au début du XVIe siècle, la commune fut assujettie définitivement aux États pontificaux. Les terres avaient été agrandies au siècle précédent et protégées par des fortifications et fossés de défense. Mais au vers 1420-1430, une rébellion des habitants donna l’occasion au Conseil de Bologne de faire détruire les systèmes défensifs et reboucher les fossés ; les bourgs extérieurs ne furent détruits qu’en 1481 durant la seigneurie de Giovanni II Bentivoglio.
Vers la fin de la domination des Bentivoglio, fut commencé le creusement d’une collecteur d’eau (cavamento) sur les terrains les plus bas de Sant'Agata Bolognese, Crevalcore et S. Giovanni in Persiceto, rendant ainsi cultivable la vaste zone septentrionale du territoire de la commune.

## Monuments et lieux d’intérêt
- Le musée du ciel et de la terre, avec une zone consacrée à l’astronomie, un jardin botanique, une zone consacrée au rééquilibre écologique.
- L’église collégiale de San Giovanni Battista, de 1671.
- Le musée d'Art Sacré et galerie civique, peintures religieuses et civiles du XIVe au XXe siècle.

## Économie
Zone initialement rurale jusqu’au début du XXe siècle, l’industrie et l’artisanat se développent (fabrication de lit, travail du lin et du chanvre, filature de la soie).
Dans les années 1970, la réalisation de la zone artisanale permet à de nombreuses agences de créer des emplois grâce à la sous-traitance des grandes industries de Bologne et Modène.

## Administration
| Période                                  | Période  | Identité       | Étiquette          | Qualité |
| ---------------------------------------- | -------- | -------------- | ------------------ | ------- |
| 08/06/2009                               | En cours | Renato Mazzuca | Parti démocratique |         |
| Les données manquantes sont à compléter. |          |                |                    |         |

### Hameaux
San Matteo della Decima, Le Budrie, Castagnolo, Zenerigolo, Lorenzatico, Amola

### Communes limitrophes
Anzola dell'Emilia (10 km), Castelfranco Emilia (12 km), Castello d'Argile (10 km), Cento (13 km), Crevalcore (9 km), Sala Bolognese (7 km), Sant'Agata Bolognese (5 km)

## Population

### Évolution de la population en janvier de chaque année
| 1861   | 1901   | 1921   | 1951   | 1961   | 1971   | 1981   | 1991   | 2001   |
| ------ | ------ | ------ | ------ | ------ | ------ | ------ | ------ | ------ |
| 14 559 | 15 978 | 18 725 | 21 778 | 21 041 | 22 182 | 22 327 | 22 513 | 24 007 |

| 2011   | - | - | - | - | - | - | - | - |
| ------ | - | - | - | - | - | - | - | - |
| 27 227 | - | - | - | - | - | - | - | - |

## Personnalités liées à San Giovanni in Persiceto

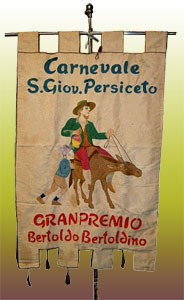
Tous les ans depuis le XIXe siècle se déroule à San Giovanni in Persiceto, le Carnaval historique qui met à l'honneur Bertoldo et Bertoldino, les personnages créés par Giulio Cesare Croce, auteur persicetan.

- Clélie Barbieri (1847-1870), religieuse
- Marco Belinelli (1986-), joueur de basket-ball
- Alberto Bergamini (1871-1962), journaliste et directeur de journaux
- Andrea Cotti (1971-), poète, écrivain et scénariste
- Giulio Cesare Croce (1550-1609), conteur et écrivain
- Liana Orfei (1937-), artiste de cirque et chanteuse
- Silvano Silvi (1937-), chanteur et animateur TV
- Andrea Tarozzi (1973-), ex-footballeur de série A

## Fêtes et évènements
- Fête patronale, le 24 juin
- Foire d’automne, mi-septembre
- Marchés du mercredi et samedi
- Fête de l'Unité (Parti démocratique), en juin.
- Carnaval historique (it), en février.